# 華懋集團
華懋集團（英語：Chinachem Group）是香港地產發展商，主要業務為地產投資、發展及建築，現時總部位於新界荃灣如心廣場。華懋集團已故聯合創辦人兼持有者龔如心女士在遺囑明示，其持有的集團股份會悉數用作慈善用途。
華懋集團現時由專業管理團隊營運，並由法庭委任的遺產管理人監督。2024年5月，香港高等法院裁定，日後成立慈善信託以監管華懋集團的營運和管理；待此方案的細節敲定後，信託管理人將取代現時的遺產管理人，監督華懋集團的發展。
目前，集團的所有盈利，均再投資在集團業務上。上述方案生效後，集團將按照龔如心女士的遺願，把部分盈利撥到慈善信託，以落實其慈善方針和目標。盈利餘額則投放在業務上，推動集團穩步發展，繼續造福社區。
集團現時由董事局監督，成員包括：主席及獨立非執行董事：Peter Brien；執行董事：張利民、王弘瀚、曾殿科；非執行董事：黃德偉、莊日杰、Ted Osborn。委員會包括審計及風險委員會、策略投資委員會及薪酬委員會。

## 簡介
集團由王德輝家族於1960年創辦，早年由王德輝、龔如心夫婦攜手經營，1990年王德輝失蹤後由龔如心管理。
華懋集團發展的物業主要為住宅、寫字樓、購物商場、工貿大廈及酒店等共超過300座，業務除地產外亦包括財務、保險、娛樂事業、資訊科技和零售等，員工超過4000人，華懋集團一直以來都沒有在香港交易所上市。
華懋集團發展的物業價格較其他發展商的物業廉宜，但由於其位置、設計、用料及住客設備等未如理想，因此其升值能力亦不及其他發展商的物業。華懋集團早年低價在新界購入大量地皮，並積極收集乙種換地權益書，因此華懋興建的物業主要分佈於新界，如荃灣、沙田、屯門及元朗。
1988年，王德輝、龔如心夫婦籌備將華懋集團上市，但後來他們認為測計師對華懋撥作上市的物業估價不理想，便決定不上市。
1994年，華懋集團宣佈以100億港元在荃灣楊屋道興建樓高逾520米的全球最高建築物如心廣場，但因香港國際機場搬遷後荃灣位處主要航道，被政府限制其高度，結果要一分為二興建，更因未能如期完成而被罰款5.6億港元。最終，如心廣場在2008年正式完工。
1997年，華懋集團以逾55億港元投得淺水灣道129號的前英軍宿舍地皮，其後地產市況逆轉，引致華懋帳面損失不少。建築物採下窄上闊的傾斜式設計，有「百合花」之稱。華懋曾申請把這座豪宅轉作酒店用途，但一直未獲批准，最後於2010年6月1日啟用。
2006年6月，華懋集團表示計劃將上水名都商場、粉嶺名都商場、屯門康麗花園商場、沙田希爾頓中心商場、元朗好順福大廈商場的商場連車位，以及西貢花園、青龍頭豪景花園等一籃子街舖，分拆以不動產投資信託形式上市。
自2007年龔如心去世後，龔仁心接任華懋集團董事局主席一職，亦出任華懋慈善基金理事會主席，直至2019年8月被集團解僱。
2008年，許業榮經獵頭公司招攬，並獲龔家點頭，由龔如心的前臨時遺產管理人德勤會計師行委任，得到法庭批准，出任華懋集團行政總裁，至2012年離職。
2010年11月3日以21.7億元投得九龍塘延文禮士道地皮。
2012年1月12日全資附屬達潤投資以26億元成功投得港鐵荃灣西站城畔物業發展項目。「城畔」的住宅樓面面積6.6萬平方米，商業樓面面積1.1萬平方米，可以提供942個住宅單位，當中62%單位實用面積將不多於50平方米。
2013年，集團行政總裁許業榮離職，由楊光接任，惟楊光已於2016年10月24日被華懋解僱。
2013年3月6日華懋集團以十三億元獨資奪得，樓面呎價2876元投得西鐵朗屏站（南）項目，地盤面積為九萬零三百餘方呎，可建樓面逾四十五萬方呎，
2013年6月25日華懋集團以30億元，每呎樓面地價約3654元，投得將軍澳68B1區地皮，地皮面積283,115平方呎，最高可建樓面面積821,035平方呎。
2018年1月2日，華懋集團委任前南豐董事總經理蔡宏興為集團行政總裁兼執行董事，接任因前行政總裁楊光被解約而空缺兩年的行政總裁的職位。
2018年1月24日華懋集團以31.128億元，每呎樓面地價12003元，投得觀塘安達臣道首幅私人用地，地盤面積57,630平方呎，指定作私人住宅用途。最低及最高的樓面面積分別為155,604平方呎及259,337平方呎。
2018年10月23日華懋集團全資附屬公司堡雅有限公司以補地價74.8653億元，投得何文田站第二期項目，以可建樓面面積上限約639,382平方呎計算，每方呎補地價11709元，創鐵路項目新高，發展商需要向港鐵提供25%的分紅比例，以及支付一筆額外款項作競投項目的條件之一。
2019年5月，華懋集團凍結龔仁心（執行董事兼集團主席）、劉元春（集團人力資源部主管）、龔中心（執行董事兼巿場部總監）及龔因心（執行董事）的職務，自始公司管理層專業化，不再由龔家主導。
2022年8月15日，華懋集團與ESR Cayman成立合資經營企業，共同開發位於新界葵涌美青路和貨櫃碼頭南路交匯處的凍倉儲存及物流中心，設施用地約594668平方呎，項目已獲批建1幢樓高7層，另有2層地庫的貨倉，涉及可建總樓面約177.96萬方呎，預計將於2027年落成，ESR和華懋分别各佔70%及30%權益。
2024年8月31日，集團執行董事兼行政總裁蔡宏興退任，並由張利民接任。張利民自2022年12月起出任華懋集團獨立非執行董事，並由2024年9月起接任行政總裁；他同時亦任集團策略投資委員會主席。

## 集團標誌

華懋集團第三代標誌

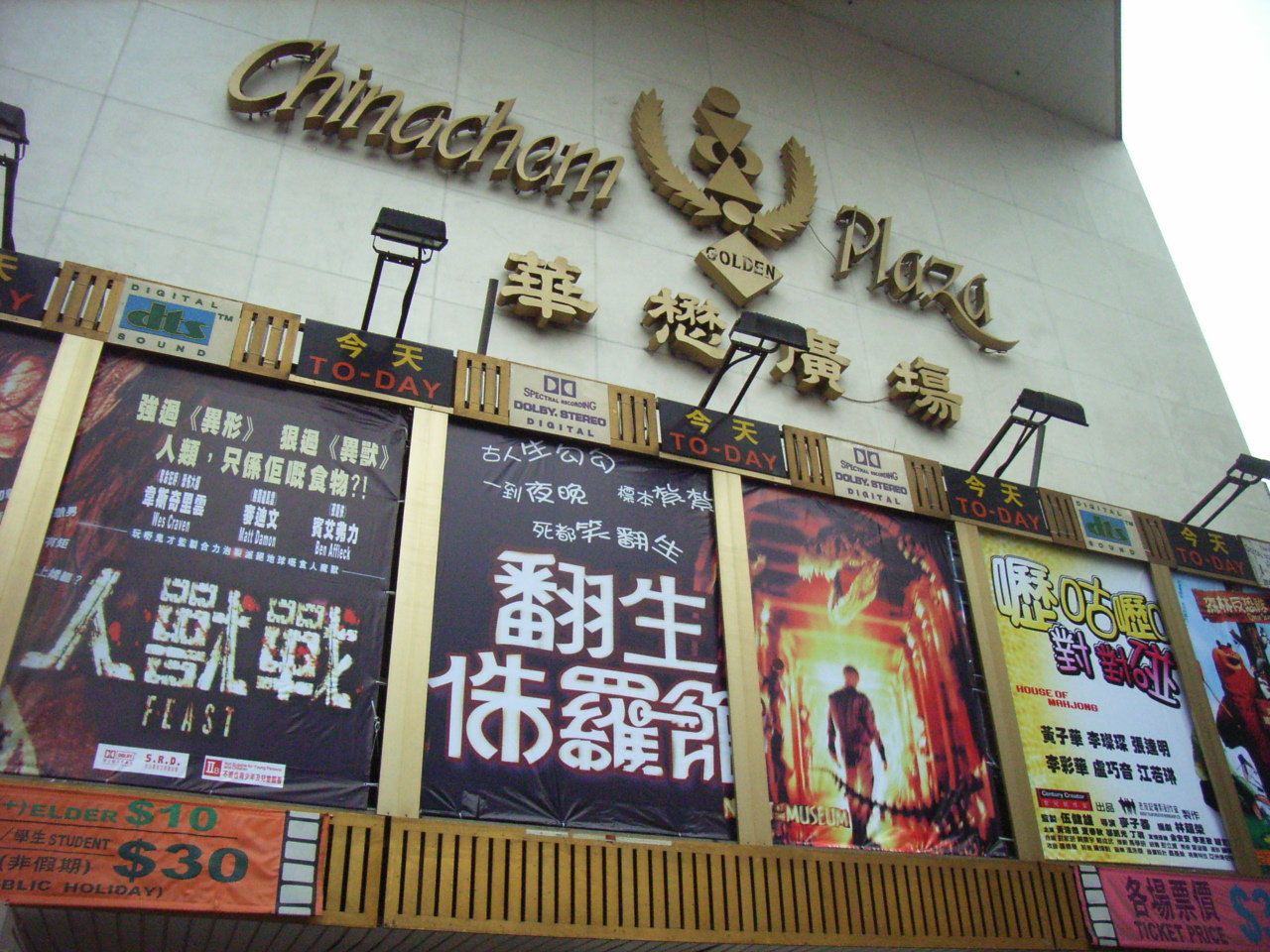
位於尖沙咀東部的華懋廣場正門，曾設有華懋第二代標誌，自2007年集團更換標誌後去除。

為紀念集團成立60周年，集團標誌於2020年11月24日起將原本純文字標誌改為三重線心型，中文字體由毛隸書體轉用黑體顯示。此為第四代標誌，此前兩個標誌分別為龔如心家翁王廷歆初創立公司時的英文字「CCI」造型（代表公司初期英文名稱「Chinachem Investment」），此標誌仍可在部分早期落成的住宅樓頂，例如沙田金獅花園、碧濤花園，及工業大廈外牆例如葵涌華發工業大廈找到；以及1993年始啟用，由陳振聰設計，從他本人旗下風水公司標誌重新設計而成的「孖辮」型，直至2007年8月因龔如心遺產爭奪事件而去除之並改為純文字。

## 管理層
歴任主席
- 王德輝 （1960年－1990年）
- 龔如心 （1990年－2007年）
- 龔仁心 （2007年－2019年）

歴任行政總裁
- 許業榮 （2008年－2012年）
- 楊光（2013年－2016年）
- 蔡宏興 （2018年－2024年）
- 張利民（2024年 - 現在）

董事局
- 主席及獨立非執行董事：Peter Brien
- 執行董事兼行政總裁：張利民
- 執行董事兼營運總裁：王弘瀚
- 執行董事兼首席財務總裁︰曾殿科
- 非執行董事︰黃德偉
- 非執行董事︰莊日杰
- 非執行董事︰Ted Osborn

前員工
- 前執行董事兼財務總監：陳鑑波[12]
- 前執行董事兼投資總監兼安寧控股主席及代理行政總裁：梁榮江[13]
- 前執行董事兼出納部主管：李國祺
- 前庫務總監及土地╱估值部主管：梁煒才
- 前海外顧問兼娛樂部執行董事：王禮泉[14]

## 主要物業組合

### 香港商業項目
- 荃灣如心廣場
- 荃灣華懋荃灣廣場
- 尖沙咀華懋金馬倫中心
- 尖沙咀華懋廣場
- 尖沙咀赫德道顯赫16
- 中環華懋中心一期及二期，前身為永安人壽大廈及永安中區大廈
- 中環華人銀行大廈
- 中環華懋廣場II期
- 中環華懋荷里活中心
- 中環干諾道中34-37號華懋大廈
- 灣仔軒尼詩道1號One Hennessy
- 灣仔告士打道華懋世紀廣場
- 灣仔華懋莊士敦廣場
- 銅鑼灣華懋禮頓廣場
- 鰂魚涌華懋交易廣場
- 北角華懋交易廣場2期
- 長沙灣華懋333廣場
- 銅鑼灣加路連山道項目（佔40%；在建）
- 東涌第57區商業地皮

### 商場
- 荃灣如心廣場 1, 2期及如心園

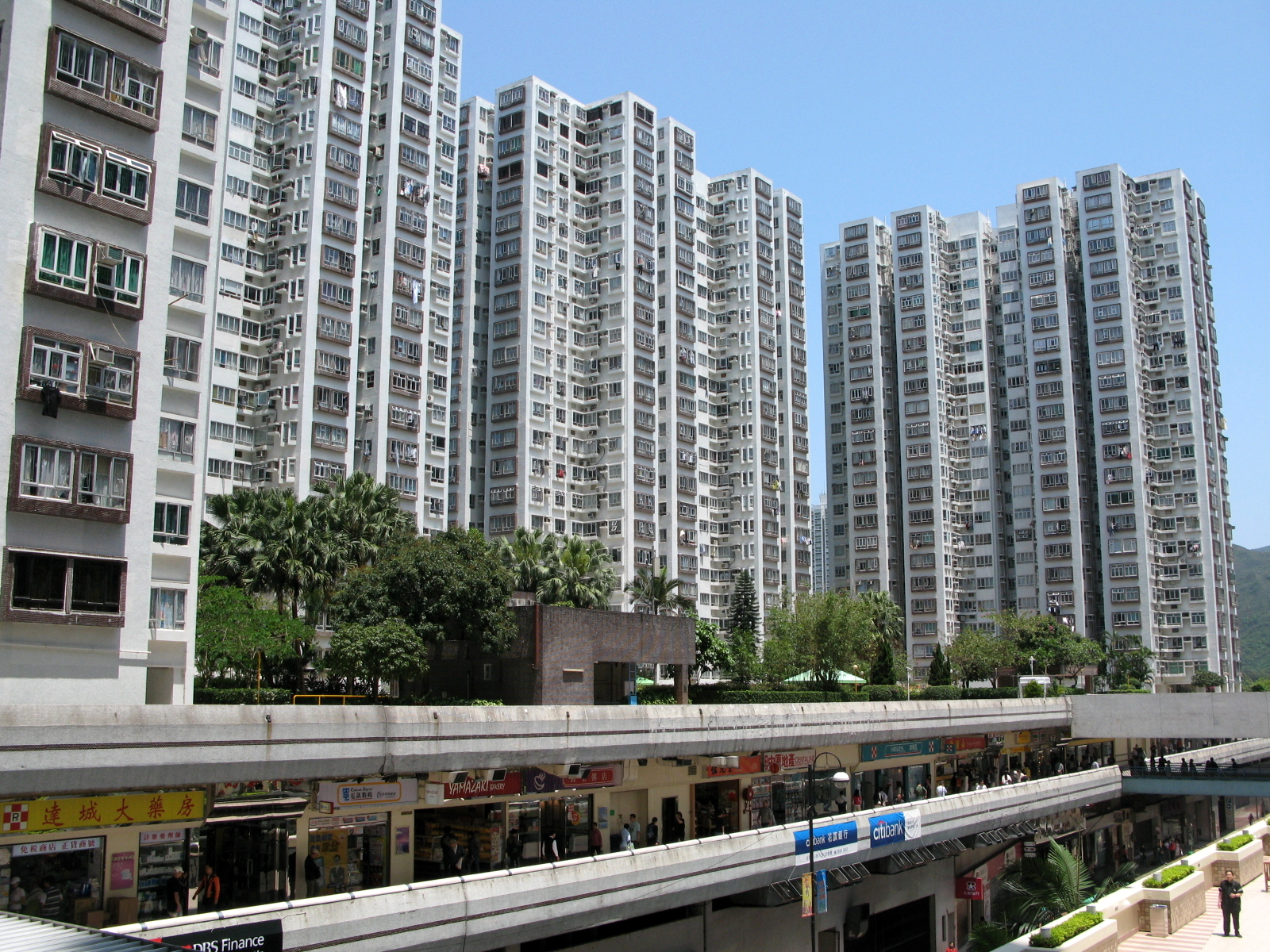
好運中心

- 荃灣D·PARK愉景新城（以40.2億從新世界發展集團中收購[15]）
- 沙田富豪花園商場
- 沙田希爾頓中心商場
- 沙田好運中心商場
- 粉嶺名都商場
- 上水名都商場
- 馬鞍山迎濤灣商場
- 元朗好順福購物中心
- 豪景花園商場
- 屯門巴黎倫敦紐約戲院購物中心
- 中環街市
- 將軍澳海翩滙

### 如心酒店管理有限公司

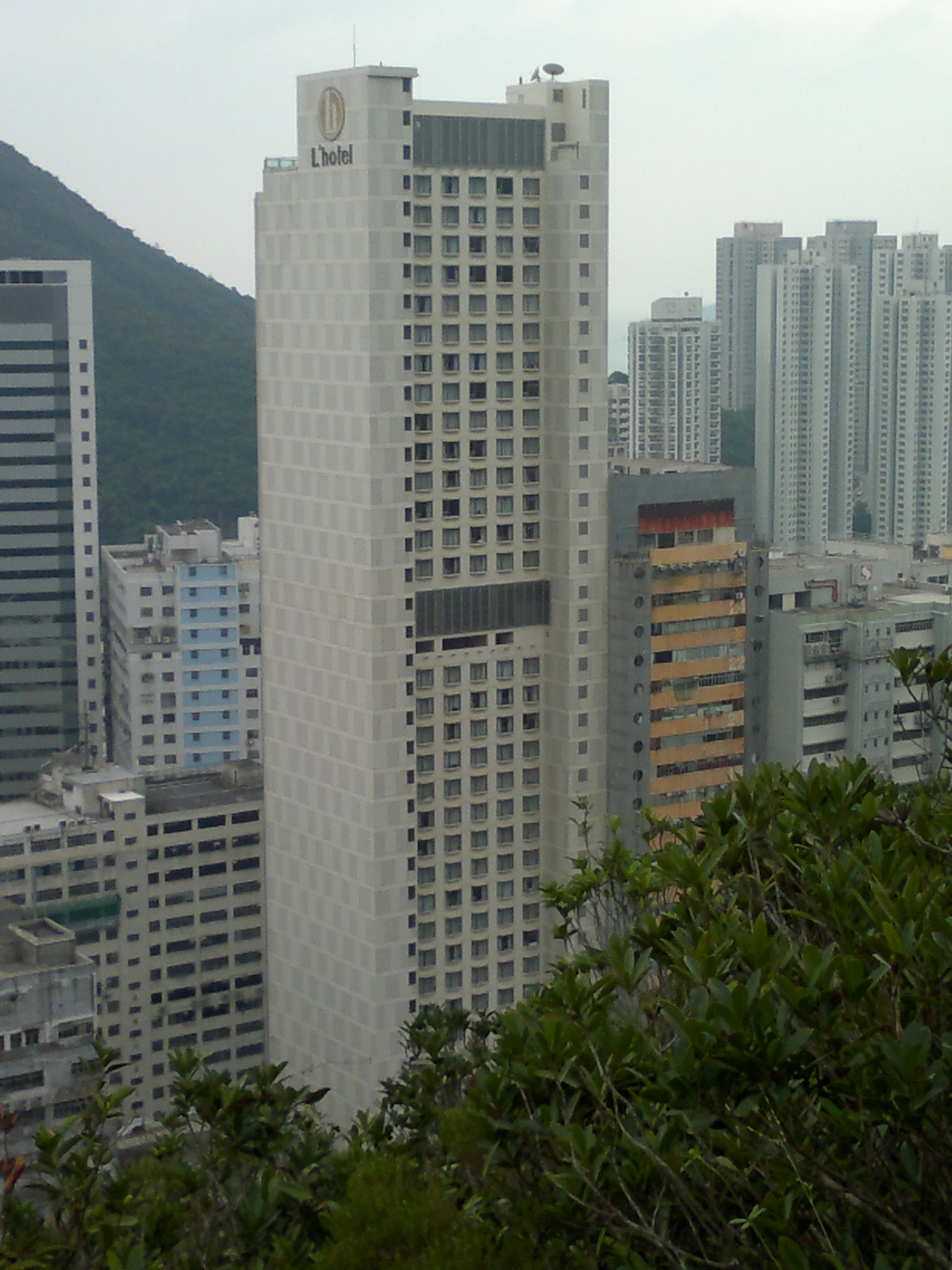
南灣海景酒店

公司原稱為L'hotel Group，到2021年3月改名為Nina Hospitality，並採用了新標誌、網站及制服。
- 荃灣西如心酒店
- 九龍東如心酒店
- 銅鑼灣如心酒店
- 南灣如心酒店
- 旺角薈賢居
- 灣仔薈賢居

### 香港住宅項目

#### 港島區
- The Lily
- 北角建華花園
- 灣仔 泰和閣
- 西環西寧閣
- 薄扶林 華亭閣
- 薄扶林 域多利花園
- 薄扶林碧荔道55至57號碧麗軒
- 薄扶林 Victoria Coast

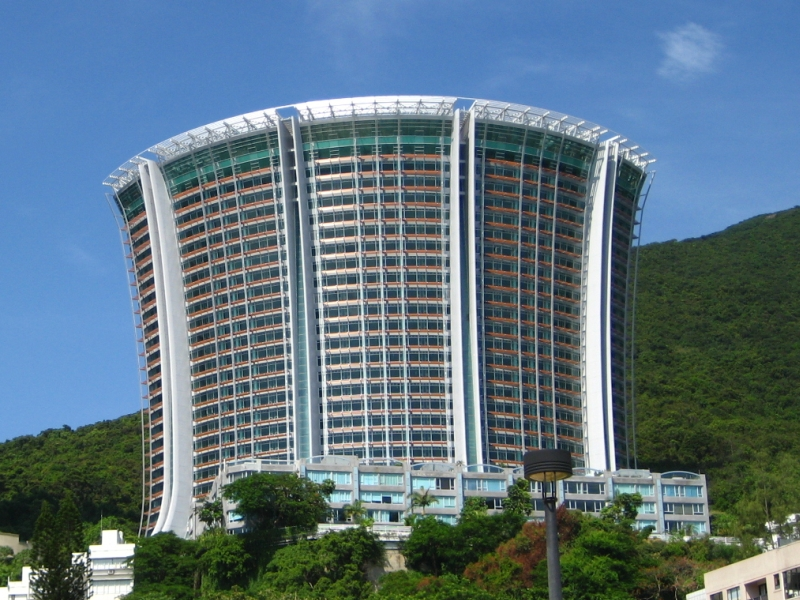
The Lily

- 旭龢道大學閣重建成3幢14層高住宅連一層地庫及會所設施，總樓面約15.3萬平方呎
- 赤柱山莊
- 赤柱村道 28號
- 紅山半島
- 麥當勞道3號

#### 九龍區
- 黃大仙御·豪門
- 黃大仙豪門
- 九龍城御·門前
- 九龍城侯王道28號金‧御門
- 黃大仙豪苑
- 黃大仙鳳錦樓
- 深水埗寓·弍捌
- 九龍塘義德道5、7、9及11號雲門
- 九龍塘延文禮士道38號賢文禮仕

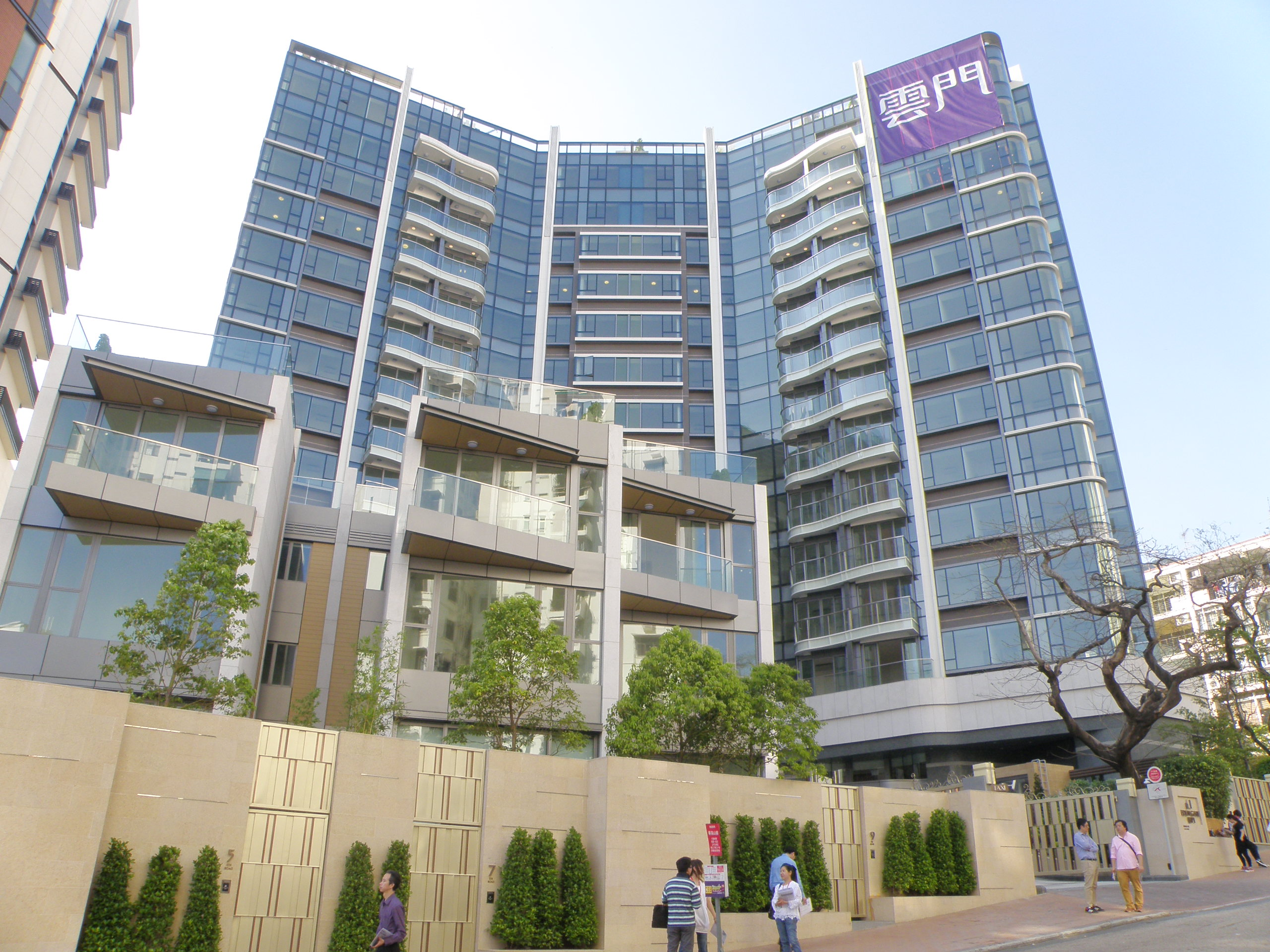
雲門

- 何文田站第2期上蓋發展項目，瑜一（IN ONE)

#### 沙田區

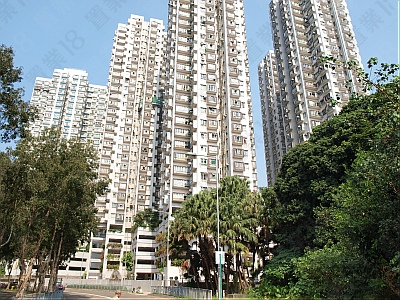
金獅花園

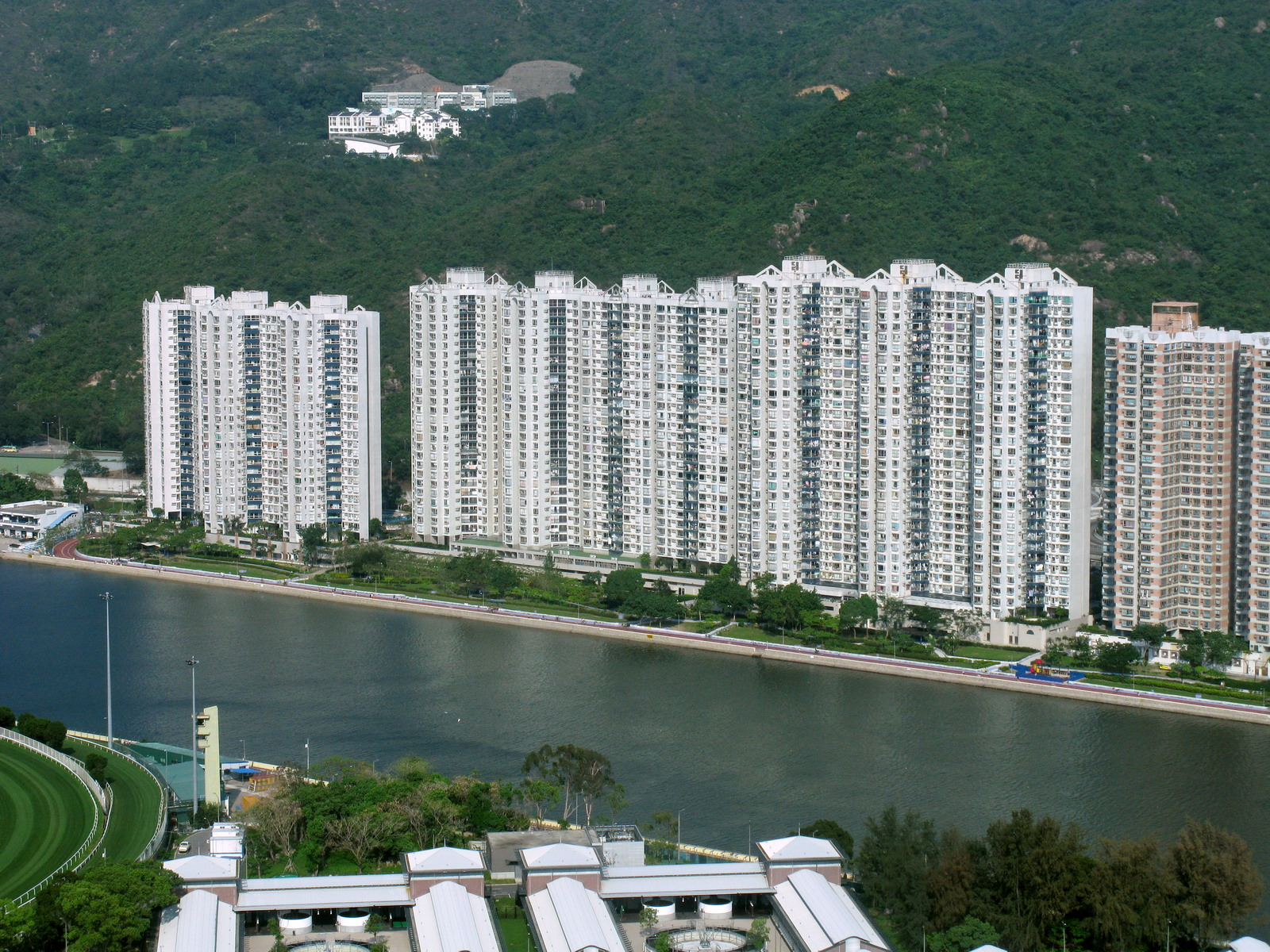
碧濤花園

- 大圍金獅花園
- 富豪花園
- 碧濤花園
- 火炭碧霞花園
- 沙田圍花園城
- 沙田市中心希爾頓中心
- 沙田市中心好運中心
- 馬鞍山迎濤灣

#### 大埔區
- 富·盈門
- 太和翠林閣
- 大埔滘段住宅用地（大埔市地段第234號）

#### 北區
- 粉嶺名都
- 上水名都
- 花都廣場
- 維也納花園
- 威尼斯花園

#### 荃灣區

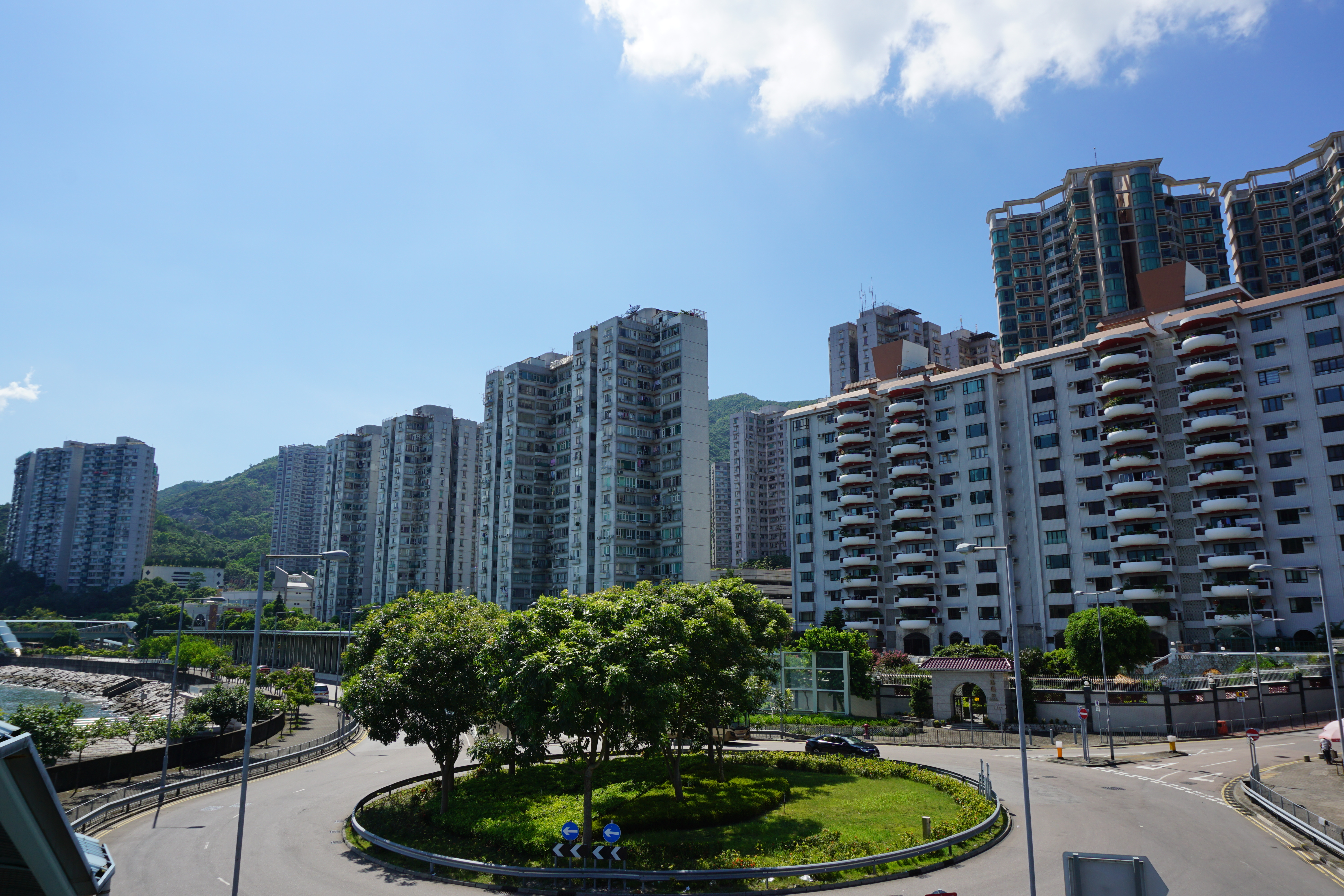
豪景花園

- 豪輝花園
- 豪景花園
- 傲庭峰（豪景花園19-21座）
- 御濤·凱濤（豪景花園27-28座）
- 全城滙

#### 屯門區
- 康利中心
- 康麗花園
- 好勝大廈
- 南岸
- 琨崙

#### 元朗區
- 好旺洋樓
- 好彩洋樓
- 好利洋樓
- 好發洋樓
- 好盛洋樓
- 好景洋樓
- 好順意大廈
- 好順利大廈
- 好順景大廈
- 好順福大廈
- 好順泰大廈
- 鳳翔大廈
- 朗城匯

#### 西貢區
- 西貢花園
- 西貢苑
- 將軍澳中心
- 將軍澳豪庭
- 海翩滙
- 西貢安寧徑一號洋房
- 西貢碧沙路洋房
- 安峯

#### 離島區
- 東涌牽引配電站項目

### 活化項目
- 中環街市

### 英國項目
- 倫敦Kaleidoscope
- 倫敦One New Street Square

### 物業管理公司
- 財照有限公司
- 合安管理有限公司
- 十全保安有限公司
- 源發管理有限公司
- 合眾物業管理有限公司
- 為你大厦保養服務有限公司

## 華懋慈善基金
華懋慈善基金是香港一個慈善基金，由創辦華懋集團的王德輝和龔如心於1988年成立。

## 華懋概念股
- 安寧控股（34.59%）（龔如心遺產，並透過 Diamond Leaf Limited 及 Solution Bridge Limited 持有）[17]
- 松齡護老集團（56.15%）（2022年入主）

### 已售出
- 丹楓控股（23.09%）（龔如心遺產亦以王德輝夫人名義所擁有，並透過 Greenwood International Limited 及 Talbot Investment Limited 持有）[18]（2016年出售） [19]
- 博富臨置業（20.7%）（龔如心遺產，並透過 Madison Profits Limited 持有）[20]（2017年出售） [21]
- 宏霸數碼（6.55%）（龔如心遺產亦以王德輝夫人名義所擁有，並透過 Veron International Limited 持有）[22]（2015年出售） [23]

註：個別股份的持股量已低於要披露的5%水平或已在市場上沽售，現時除了安寧控股和松齡護老之外，其餘股票經已全數賣出。